# Stazione di Apricena (1864)
La stazione di Apricena è stata una stazione ferroviaria posta sulla linea Adriatica. Serviva il centro abitato di Apricena.

## Storia
La stazione venne inaugurata nel 25 aprile 1864 insieme alla tratta Ortona-Foggia, continuò il suo esercizio fino alla sua chiusura avvenuta nel 2003.